# Idioma fráncico
El idioma fráncico (también llamado antiguo franconio, lengua franca, tedesco o tudesco; sobre el uso de estos dos últimos términos, véanse las observaciones etimológicas en el artículo sobre el término Germania de la referencia) es una lengua germánica occidental hablada por los francos y extinta desde la Edad Media. Era hablado nativamente con anterioridad en zonas de las actuales Bélgica, Países Bajos, Luxemburgo, Francia y Alemania.
Para el año 800 ya había evolucionado al neerlandés antiguo en las zonas de los Países Bajos pero había sido reemplazado por el francés antiguo en las zonas de Francia. En la parte oriental del reino fráncico llegaron a dominar variantes del alto alemán antiguo. Esta lengua tuvo gran influencia etimológica en el francés, el valón y el alto alemán antiguo. También se halla influencia en la gramática y pronunciación de estos idiomas.

## Influencia en el francés
Al ser los francos los que se apoderaron de la Galia, su idioma tuvo una influencia en las lenguas romances que se hablaban ahí. La mayoría de las palabras francesas de origen germánico provienen del fráncico.
| francés                                                | bajo fráncico antiguo | afines germánicos                                                                                                 | latín  |
| ------------------------------------------------------ | --------------------- | --- | ------ |
| alène ‘alesna’ (cf. es. alesna, ital. lesina)          | *alisna               | neerlandés medio elsene, else, neerlandés els                                                                     | sūbula |
| alise ‘fruto del mostajo’ (francés antiguo alis, alie) | *alísō ‘aliso’        | neerl. medio elze, neerl. els ‘aliso’, elsbes ‘serbal silvestre’, alemán antiguo elira, erila, alem. Erle ‘aliso’ |        |

## Neerlandés antiguo
Se considera que el neerlandés antiguo, el predecesor del neerlandés medio, hablado entre los siglos V y XII en lo que actualmente es Bélgica y los Países Bajos es una forma de fráncico antiguo tardío. Los testimonios tampoco son muy abundantes pero son algo más numerosos que los testimonios del período más arcaico del fráncico propiamente dicho.